# 尼克尼克·武罗巴拉武
尼克尼克·武罗巴拉武（英語：Nikenike Vurobaravu，1951年12月3日—）是瓦努阿图的政治家和外交家，于2022年7月23日开始担任瓦努阿图总统。在担任瓦努阿图总统之前，尼克尼克·武罗巴拉武曾担任多个瓦努阿图政府及外交官职务，这其中就包括首位驻斐济高级专员；他在2022年瓦努阿图总统选举第八轮投票中当选。 尼克尼克·武罗巴拉武是瓦努阿库党党员。

## 个人简介
尼克尼克·武罗巴拉武目前已婚，他的妻子是瑞玛·武罗巴拉武（Rima Vurobaravu）。
武罗巴拉武于1977年获得斐济南太平洋大学文学士学位； 并于1993年获得英国威斯敏斯特大学外交研究的文学硕士学位。 他在威斯敏斯特大学学习期间专攻发展合作、外交政策分析和外交使团管理。
武罗巴拉武曾任亚洲开发银行瓦努阿图综合改革计划的协调员。 而在2008年至2010年期间，他还担任瓦努阿图总理办公室的政治顾问。
2014年2月，尼克尼克·武罗巴拉武被任命为瓦努阿图驻斐济的高级专员，成为该国历史上第一位驻所于苏瓦的常驻高级专员。 但随后他在2015年被当时的瓦努阿图政府召回。 2017年10月12日，武罗巴拉武被时任瓦努阿图总统塔利斯·奥贝德·摩西再次任命为驻斐济高级专员，而他于11月14日向斐济时任总统乔治·孔罗特递交了国书。